# Ганські

Герб Корчак

Герб Ґоздава

Га́нські (пол. Hański) — шляхетський рід польського походження гербів Корчак та Ґоздава. Отримав свою назву від фортеці Ганськ поблизу Любліна. Був одним із найдавніших шляхетських родів Речі Посполитої. 

## Історія роду
Польський період історії роду бере початок з часів другого Хрестового походу, коли засновник роду перебрався до Польщі з Франції і отримав у спадкове володіння від князя Генріха Сандомирського містечко Ганськ, від якого й утворилося прізвище Ганський. У XIV—XV століттях Ганські проживали на території Холмщини (Люблінське воєводство Польщі), тоді вони вперше стали використовувати герб Корчак. 
Перша документальна згадка прізвища "Ганський" відноситься до 1372 року. У документі, що зберігається в Люблінському Державному архіві, згадується двір Ганськ, власником якого значиться Ян Ганський. Всі його будівлі були дерев'яними, маєток включав близько 7500 волок землі, в тому числі луки, болота і ліси..
В 1430 році Андрушко Ганський, повірений старости Грицька Кердея, судився з «руським попом» Вацем у надвірному і земському судах Холма. У 1433 році всі процеси успішно завершилися на користь Ганського. В 1539 році згадується заставний контракт, за яким шляхтичі Іван та Андрій Ганські віддають у заставу землю за 10 гривень Богдану Тарновському.
У XVI—XVIII столітті рід розпадається на дві гілки — західну (герб Корчак) і східну (герб Гоздава). Представники роду Ганських займали різні посади в місцевій адміністрації, мали земельні володіння в Малопольщі, Мазовії, Підляшші, Галичині та Поліссі. Були одними з найбільших землевласників на Волині та Поділлі. В імперії Габзбургів шляхетська гідність Королівства Галичини і Лодомерії для роду Ганських підтверджена судом у Перемишлі в 1782 р.
Сьогодні Ганські проживають у Польщі, Україні, Білорусі, Росії, Німеччини, Австрії, Італії, Франції, США тощо; використовують обидва варіанти написання прізвища — як історично вірний варіант «Hanski», так і транслітерований варіант «Ganski». У Німеччині та Австрії набув поширення варіант написання прізвища з приставкою «von», що вказує на шляхетське походження.

## Представники
- Ганський Ян І Казимир (нар. близько 1640 р.) — земський писар Люблінський з 1685 р., коморник земський Люблінський, подписар земський та регент земський Люблінський.
- Ганський Франтішек Ян ІІ (нар. близько 1650 р.) — стольник Чернігівський з 1680 р., суддя гродський у Володимирі з 1686 р.
- Ганський Стефан II (нар. близько 1685 р.) — державний діяч Речі Посполитої часів правління Саксонської династії, дипломат, брав участь у 1725 р. в посольстві Речі Посполитої, яке супроводжувало до Франції її майбутню королеву Марію Лещинскую — доньку короля Речі Посполитої Станіслава Лещинського та наречену короля Франції Людовика XV.
- Ганський Казимир (нар. близько 1690 р.) — стольник та ловчий Житомирський з 1718 р.
- Ганський Олександр Петро (нар. близько 1690 р.) — стольник Хелмський з 1720 р.
- Ганський Ян ІІІ (нар. близько 1747 р.) — підчаший овруцький (1769 р.), хорунжий житомирський і київський, підвоєвода Київський з 1784 р., кавалер ордена Св. Станіслава з 1785 р.
- Ганський Захарій (1760—1812) — коронний генерал булави польної, ловчий надвірний литовський з 1790 р., кавалер ордена Св. Станіслава з 1790 р.
- Ганський Вацлав (1782—1841) — депутат шляхетської комісії Київської губернії з 1801 р., з 1808 р. маршалок радомський, маршалок волинський з 1811 р.
- Ганська Евеліна (1801—1882) — уроджена графиня Жевуська, дружина та муза французького письменника Оноре де Бальзака.
- Ганська Ганна (1830—1915) — землевласниця, дружина графа Юрія Мнішека.
- Ганський Петро Павлович (1867—1942) — художник-імпресіоніст кінця XIX — початку XX століття, член Товариства південноруських художників, писав пейзажі, портрети, жанрові композиції. Після еміграції до Франції прийняв священицький сан. Кардинала Римо-Католицької церкви.
- Ганський Олексій Павлович (1870—1908) — астроном, геодезист та гравиметрист. Основні наукові дослідження відносяться до фізики Сонця. Віце-президент Російського астрономічного товариства, секретар відділення Міжнародної сонячної комісії.
- Ганський Станіслав (1880—1937) — католицький священик, займався пастирським служінням на Волині та Поділлі, за що неодноразово піддавався репресіям з боку влади СРСР. 26 січня 1930 р. заарештований. 25 листопада 1937 р. «трійкою» НКВС засуджений до вищої міри покарання, 8 грудня 1937 р. розстріляний в Соловецькій тюрмі.
- Ганський Мечислав (ХХ ст.) — полковник Війська Польського, начальник штабу Корпусу внутрішньої безпеки Збройних сил Польської Народної Республіки.
- Анна - дружина Данила Гулевича.[4]

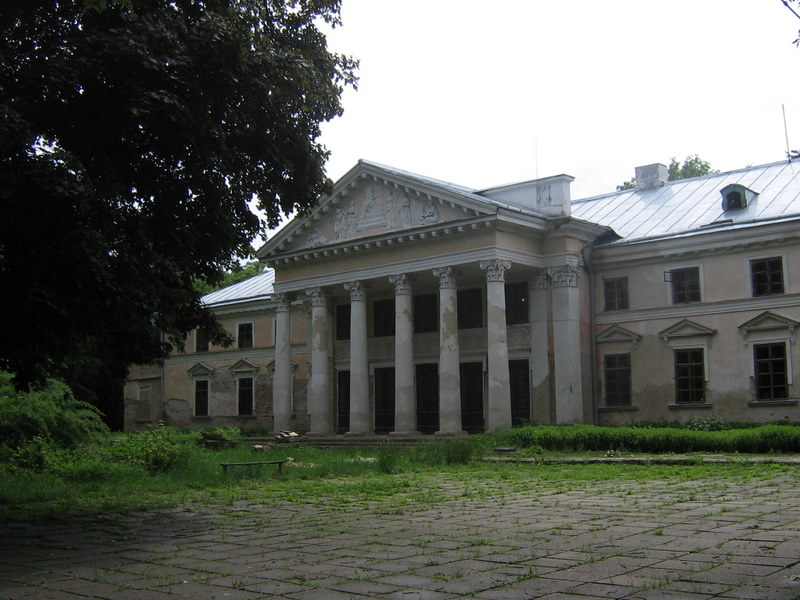
Маєток Ганських у селі Верхівня
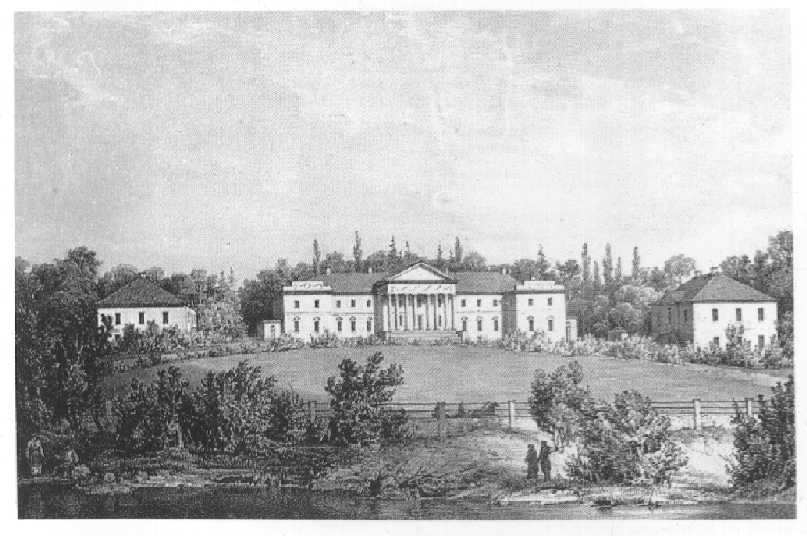
Маєток Ганських у Верхівні, 1860 рік.
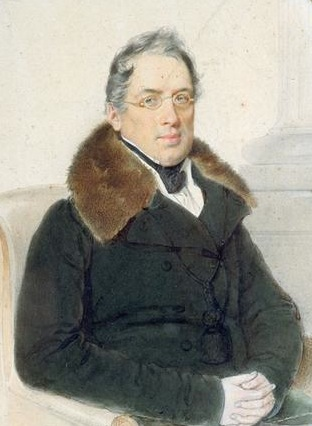
Вацлав Ганський, 1835 рік.
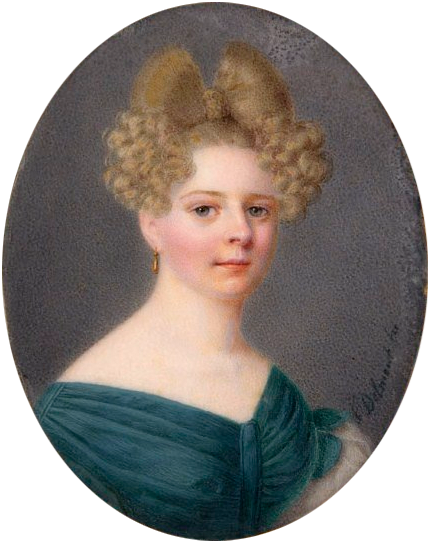
Евеліна Жевуська, 1837 рік.
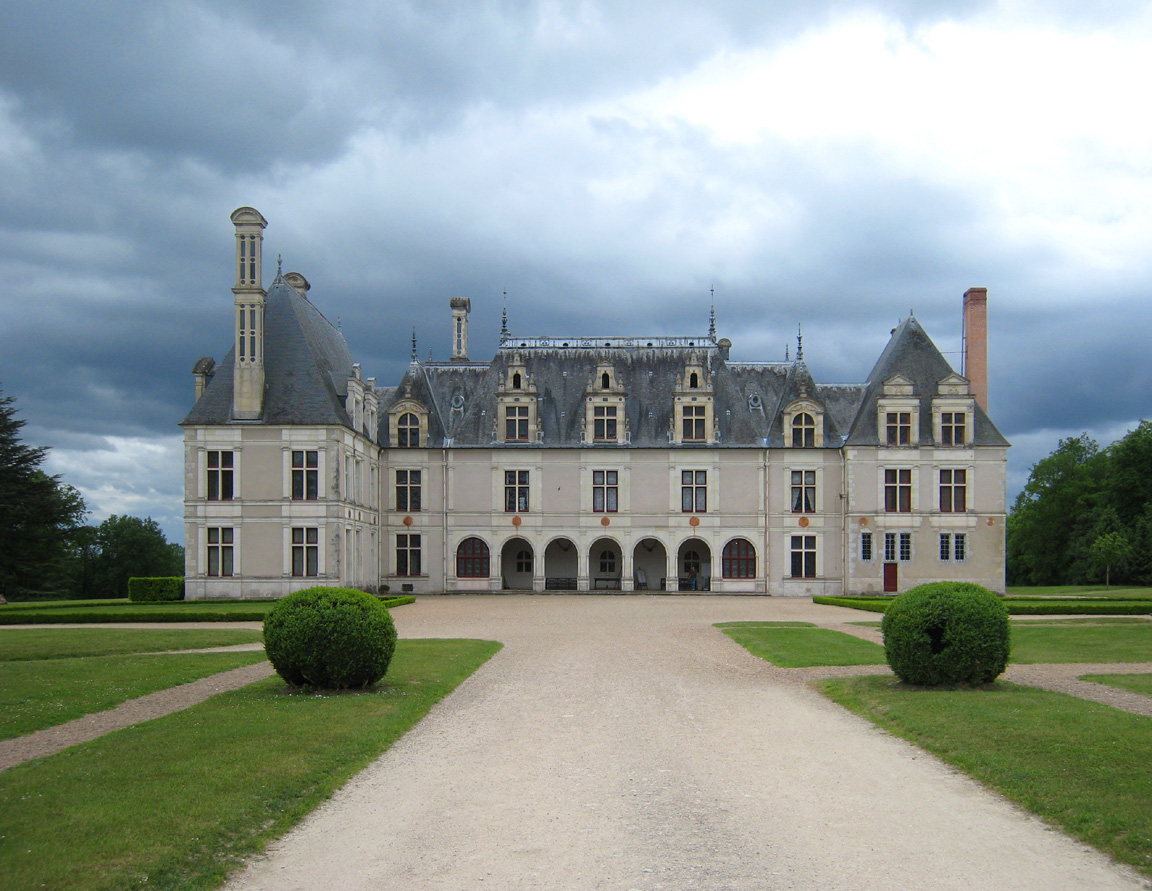
Замок Борегар у Франції, який подарувала Евеліна Жевуська доньці Ганні 1840 року.